# Pauli Granfelt
Pauli Granfelt (9 de julio de 1921 – 23 de septiembre de 2005) fue un músico de sesión finlandés, uno de los de mayor fama de su país. Fue especialmente conocido como violinista, pero también tocó la mandolina, la trompeta, el trombón y la guitarra en diferentes proyectos discográficos, cinematográficos, televisivos, radiofónicos y teatrales.

## Biografía
Su nombre completo era Pauli Henrik Granfelt, y nació en Helsinki, Finlandia, siendo su padre Gottfrid Granfelt. Criado en Tapanila, Helsinki, tenía un medio hermano, Gunnar Mård. A partir de 1935 Granfelt estudió violín con Leo Funtek y teoría musical con Aarre Merikanto en la actual Academia Sibelius, donde se graduó en 1939.
La carrera de Granfelt se inició en la década de 1930 actuando en grupos como la White Swing Band, pasando posteriormente a la Rytmi-Pojat de Eugen Malmstén. A principios de los años 1940 empezó a trabajar como músico cinematográfico en cintas como Kulkurin valssi (1941) y Pekka ja Pätkä puistotäteinä (1955), entre otras. Durante la Segunda Guerra Mundial Granfelt participó en giras de entretenimiento en el frente junto a su compañero de estudios Joonas Kokkonen. Finalizada la guerra, trabajó como trompetista en las bandas de Erkki Aho y Ossi Aalto. En 1946 empezó a tocar en la banda de Toivo Kärki. En las décadas de 1960 y 1970 Granfelt actuó también de manera ocasional en la banda Kullervo Linna, de Humppa-Veikot, con giras estadounidenses del grupo junto a la banda Dallapé.
Desde los años 1950, Granfelt podía ser escuchado en registros de artistas como Henry Theel, Tapio Rautavaara, Laila Kinnunen y Esa Pakarinen, habitualmente como violinista. En total, a lo largo de su trayectoria, Granfelt participó como músico en más de 12.000 grabaciones. 
También en la década de 1950, Granfelt y el acordeonista Matti Viljanen dieron impulso a la banda de Olavi Virta. Cuando la formación se rompió en los años 1960, Granfelt, el bajsta Alvi Palho y el batería Tage Manninen, empezaron a tocar con Jorma Juselius.
Granfelt tocó en los años con la orquesta de estudio del programa de televisión Lauantaitanssit, y participó en la grabación del álbum de Erkki Junkkarinen Ruusuja hopeamaljassa. Además, fue profesor de violín en el Instituto de música Vantaa, tocó en gira con Jorma Juselius y colaboró en producciones de la discográfica PSO. Granfelt tocaba en la orquesta junto a Henry Theel, Erkki Junkkarinen, Kauko Käyhkö, Arttu Suuntala, Veikko Tuomi, Mikko Järvinen y Eija-Sinikka. 
En el año 1996 Pauli Granfelt pudo ser visto como miembro de orquesta en la película de Aki Kaurismäki Nubes pasajeras.
En reconocimiento a su trayectoria, en 1973 el presidente de la República, Urho Kekkonen, le concedió el título de Director musices.
Pauli Granfelt falleció en Helsinki en el año 2005, y fue enterrado en el Cementerio de Malmi de dicha ciudad, en la tumba 104-5-51.